# هانس وارنر
هانس وارنر (بالإنجليزية: Hans Warner)‏ هو سياسي أمريكي، ولد في 12 يوليو 1844، وتوفي في 18 أغسطس 1896. نشط حزبياً في الحزب الجمهوري. وقد انتخب عضو مجلس ولاية ويسكونسن.